# Bușteni (okręg Dolj)
Bușteni – wieś w Rumunii, w okręgu Dolj, w gminie Murgași. W 2011 roku liczyła 235 mieszkańców.